# Marisa Coughlan
Marisa Christine Coughlan (* 17. März 1974 in Minneapolis, Minnesota) ist eine US-amerikanische Schauspielerin, Drehbuchautorin und Filmproduzentin.

## Leben und Karriere
Coughlan besuchte die University of Southern California und machte dort ihren Abschluss in den Fächern Schauspiel und Französisch. Neben dem Studium widmete sie sich dem Bogenschießen und gewann in dieser Sportart zahlreiche Auszeichnungen. Zudem gründete sie an ihrer Universität die Trojan Backgammon Society.
Ihr Schauspieldebüt gab Coughlan 1995 in dem Film Fist of the North Star – Der Erlöser. Nach einigen Gastauftritten in verschiedenen Fernsehserien und Nebenrollen in den Fernsehfilmen Mutter mit Fünfzehn und Mord ohne Erinnerung gelang ihr 1999 mit ihrer Rolle in dem Kinofilm Tötet Mrs. Tingle! der Durchbruch. Danach drehte sie Filme wie Tödliche Gerüchte, Freddy Got Fingered und Super Troopers – Die Superbullen. Zudem übernahm sie Dauerrollen in den Fernsehserien Wasteland und Boston Legal. Nach längerer Abwesenheit spielte sie 2014 wieder eine Hauptrolle in dem Kinofilm Space Station 76.

## Filmografie (Auswahl)
- 1995: Fist of the North Star – Der Erlöser (Fist of the North Star)
- 1996: Mutter mit Fünfzehn (Our Son, the Matchmaker, Fernsehfilm)
- 1997: Mord ohne Erinnerung (The Sleepwalker Killing, Fernsehfilm)
- 1997: X-Factor: Das Unfassbare (Folge 1x03, Die Prophezeiung)
- 1999: Tötet Mrs. Tingle! (Teaching Mrs. Tingle)
- 1999: Wasteland (Fernsehserie, 13 Episoden)
- 2000: Tödliche Gerüchte (Gossip)
- 2001: Freddy Got Fingered
- 2001: Super Troopers – Die Superbullen (Super Troopers)
- 2002: Pumpkin
- 2003: The Fan – Schatten des Ruhms (I Love Your Work)
- 2005–2006: Boston Legal (Fernsehserie, 12 Episoden)
- 2007: Meet Bill (Bill)
- 2007: Rache – Vergeltung hat ihren Preis (Already Dead)
- 2009: Bones – Die Knochenjägerin (Bones, Fernsehserie, 3 Episoden)
- 2014: Space Station 76
- 2018: Super Troopers 2
- 2019: Legacies (Fernsehserie, 1 Episode)
- 2020: Infamous